# Elisabeth Augustin
Elisabeth (Elli) Theresia Glaser, pseudoniem Elisabeth Augustin (Friedenau, 13 juni 1903 – Amsterdam, 14 december 2001) was een Duits-Nederlandse schrijfster, dichteres en vertaalster.

## Levensloop
Elisabeth Augustin, de naam waaronder ze schreef en vertaalde, werd geboren in Duitsland en groeide er op in een christelijk-joods gezin; haar moeder was van Joodse afkomst, haar vader was christelijk. Ze werd christelijk opgevoed. In 1933 vluchtte ze met haar familie naar Nederland, kort nadat de nazi's aan de macht waren gekomen.
In Duitsland was ze actief geweest als vertaler van Nederlandse boeken; haar eerste werk verscheen in 1923. In 1927 trouwde ze met Paul Felix Augustin (1884-1972), een in Nederland opgegroeide Zwitser. Uit dat huwelijk kwamen twee kinderen voort. Eenmaal in Nederland begon ze ook meer eigen werk te schrijven. Haar debuut maakte ze met de roman De uitgestotene in 1935, in datzelfde jaar gevolgd door Volk zonder jeugd. Later zou ze zich nog op veel andere terreinen bewegen, zoals die van hoorspelen, toneelwerken en poëzie. Bovendien schreef ze literaire kritieken. Met haar man Felix Augustin vertaalde ze Nederlandse en Vlaamse romans in het Duits.
De novelle Moord en doodslag in Wolhynië uit 1936 was het eerste echte succes van haar hand. De novelle verhaalt over de Russische revolutie van 1917. Samen met andere auteurs waaronder Godfried Bomans, Sjoerd Leiker en Johan Fabricius schreef ze in 1960 de bundel Ontluisterde Mei. Hierin kijken de diverse auteurs terug op het uitbreken van de Tweede Wereldoorlog in 1940 in Nederland. Elisabeth Augustin beschreef in haar bijdrage in dagboekvorm de eerste zes dagen van de oorlog onder de titel: Aan het raam. Ze was na de inval van de Duitsers in Amsterdam gebleven met haar familie, maar mocht niet meer publiceren. Pas na de oorlog hoorde ze dat haar moeder om het leven was gebracht in het vernietigingskamp Sobibór.
In 1968 werd haar dierenverhaal De vorst van Malila door de BRT bekroond. Met het gedicht Het onvoltooide leven van Malcolm X kwam ze in 1970 (Duitse versie) en 1973 (Nederlandse versie) weer volop in de aandacht. Vooral de vorm van het gedicht over Malcolm X baarde opzien, het was geschreven in de vorm van een autobiografische ballade. De aanhoudende aandacht leidde tot heruitgaven van haar oudere werk naast een aantal nieuwe boeken, zoals de verhalenbundel Het had erger kunnen zijn uit 1979. In 1977 kreeg ze in Duitsland de Georg-Mackensen-Preis voor korte verhalen en in 1987 ontving ze de Goldenen Kogge-Ring der Stadt Minden.
In de jaren 80 bracht ze een aantal Duitstalige boeken uit, op het Nederlandse vlak bleef het rustiger. Pas in 1990 verschenen tegelijk drie werken van haar hand Liebe Ulla, Het oude huis en Het patroon. In 1991 verscheen Vergeefse vlucht en het jaar erop kreeg Elisabeth Augustin voor haar gehele literaire oeuvre de Goethe-Medaille. In 1992 werd haar de Jacobson-prijs toegekend voor haar gehele oeuvre.
In de laatste jaren van haar leven woonde ze in het Witsenhuis, een huis voor schrijvers en beeldende kunstenaars, aan het Oosterpark in Amsterdam, waar ze op 14 december 2001 overleed, 98 jaar oud. Ze werd in stilte op begraafplaats Zorgvlied te Amsterdam begraven.

## Werken
In het Nederlands:
- De vorst van Malila (geen publicatiedatum bekend)
- De uitgestootene (1935)
- Volk zonder jeugd (1935)
- Moord en doodslag in Wolhynië (1936)
- Mirjam (1938)
- Labyrint (1955)
- Ontluisterde Mei 1940 (verhaal: Aan het raam) (1960)
- Het onvoltooide leven van Malcolm X (1973)
- Verloren tijd inhalen (1978)
- Het had erger kunnen zijn (1979)
- Liebe Ulla (1990)
- Het oude huis (1990)
- Het patroon (1990)
- Vergeefse vlucht (1991)

In het Duits:
- Das unvollendete Leben des Malcolm X (1970)
- Verheissung des Aufschubs. Gedichte (1981)
- Der Garten (1982)
- Meine Sprache/Deine Sprache (1985)
- Auswege (1988)
- Das Guckloch. Fünf Erzählungen (1993)